# Final Score
Pour plus de détails, voir Fiche technique et Distribution.
Final Score est un film américano-britannique réalisé par Scott Mann et sorti en 2018.

## Synopsis
Lors d'un événement sportif dans un stade bondé, une bande de criminels lourdement armés prend la foule en otage. Un ancien soldat doit alors faire appel à toutes ses compétences militaires afin de sauver les 35.000 spectateurs, dont la fille de son défunt camarade. En effet, si les exigences des terroristes ne sont pas respectées, ils feront sauter le stade

## Fiche technique
- Titre original et français : Final Score
- Réalisation : Scott Mann
- Scénario : David T. Lynch, Keith Lynch et Jonathan Frank
- Direction artistique : Matthew Button
- Décors : Abby Bowers
- Costumes : Liza Bracey
- Musique : James Edward Barker et Tim Despic
- Photographie : Emil Topuzov
- Montage : Robert Hall
- Production : Dave Bautista, Wayne Marc Godfrey, Marc Goldberg, James Harris, Mark Lane et Jonathan Meisner
- Sociétés de production : Signature Entertainment, The Fyzz Facility, Ingenious et Highland Film Group
- Sociétés de distribution : Saban Films
- Budget : 20 millions $
- Pays d’origine :  États-Unis et  Royaume-Uni
- Langue : anglais
- Durée : 104 minutes
- Genre : action
- Lieux de tournage : Stade de football Boleyn Ground à Londres
- Dates de sortie : 
  -  Royaume-Uni : 7 septembre 2018
  -  États-Unis : 14 septembre 2018
  -  France : 19 avril 2019 (VOD)

## Distribution[1]
- Dave Bautista (VF : Jérémie Covillault) : Michael Knox
- Pierce Brosnan (VF : Emmanuel Jacomy) / (VF : Olivier Peissel) {VOD} : Dimitri Belav
- Ray Stevenson (VF : Patrick Raynal) : Arkady Belav
- Lara Peake : Danni
- Amit Shah : Faisal
- Martyn Ford : Vlad
- Lucy Gaskell : Rachel
- Craig Conway : Viktor
- Ralph Brown : Steed
- Julian Cheung : Agent Cho
- Alexandra Dinu : Tatiana
- Peter Pedrero : Anton
- Lee Charles : Andreï
- Rian Gordon : Brandon
- Nick Rowntree : Pavel

Ref: carton du doublage

## Accueil

### Critiques
Sur Rotten Tomatoes, le film a une cote d'approbation de 70 % sur la base des critiques de 33 critiques, avec une note moyenne de 5.19⁄10. Sur Metacritic, le film a un score moyen pondéré de 53⁄100 basé sur 8 critiques, indiquant "des critiques mitigées ou moyennes".
L'accueil en France est plus mitigé, puisque pour 17 critiques, le site AlloCiné lui attribue une moyenne de 2.7⁄5.